# Мъжът със златния пистолет
„Мъжът със златния пистолет“ е деветият филм от поредицата за Джеймс Бонд и вторият с Роджър Мур в ролята на агент 007. Сценарият на филма е адаптиран по едноименната книга на Иън Флеминг от 1965 г., а филмът е реализиран през 1974 г. В сравнение с книгата сценарият е значително преработен, като са добавени нови сюжетни линии. В допълнение някои очевидно комични герои правят филма по-забавен, понякога дори пародиен.

## Сюжет
Внимание:  Текстът по-долу разкрива сюжета на произведението (или части от него)!
Изобретено е устройството „Солекс“, което ще позволи ефективно да се използва слънчевата светлина за производство на електроенергия. Всички правителства и разузнавателни агенции по света търсят това техническо чудо, но „Солекс“ се оказва в ръцете на Франциско Скараманга. Това е най-опасният убиец в света, неговите услуги са на стойност 1 милиона долара за изстрел, а Скараманга стреля с куршуми от чисто злато. Главното забавление на злодея са дуелите с най-добрите наемници, които той кани на своя собствен остров. Финалът е винаги един и същ – следващият убиец сам се превръща в жертва на „мъжът със златния пистолет“.
По нареждане на британската разузнавателна служба, Джеймс Бонд се среща със Скараманга в смъртоносен двубой. Агент 007 трябва не само да върне откраднатия „Солекс“, но също така да приключи с най-добрия наемен убиец в последния му дуел…

## В ролите
| Актьор           | Роля |
| ---------------- | --- |
| Роджър Мур       | Джеймс Бонд |
| Кристофър Лий    | Франциско Скараманга                                                                                             |
| Брит Екланд      | Мери Гуднайт, агент на МИ-6                                                                                      |
| Бернард Ли       | „М“, шефът на МИ-6                                                                                               |
| Лоис Максвел     | мис Мънипени, секретарка на „М“                                                                                  |
| Десмонд Левелин  | „Q“, началник на техническия отдел на МИ-6, създател на много невероятни устройства за агент 007                 |
| Мод Адамс        | Адреа Андеръс, помощница на Скараманга, убита за измяна, едно от момичетата на Бонд, с което той има любовна нощ |
| Евре Вилшез      | Ник Нак, дребният личен помощник на Скараманга                                                                   |
| Ричард Лу        | Хай Фет, милионер, подпомогнат от Скараманга да построи завод за производство на електроенергия чрез „Солекс“    |
| Джеймс Клифтон   | Шериф Пипер |
| Сун Тек Оу       | Лейтенант Хип, агент на МИ-6 в Хонконг                                                                           |
| Марк Лорънс      | Родни, американски гангстер, който е поканен от Скараманга за дуел                                               |
| Джеймс Косинс    | Колтроп, експерт по стрелково оръжие                                                                             |
| Кармен ду Саутой | Саида, танцьорка в Бейрут                                                                                        |
| Марн Мейтленд    | Лазар, оръжейник от Макао, доставчик на златни куршуми за Скараманга                                             |

## Музика на филма
При производството на филма между музикалния редактор Тони Брамвел и продуцента Албърт Броколи възниква конфликт, като всеки от тях настоява за своята кандидатурата за „заглавната“ песента. Брамвел желае тази песен да се изпълнява от Елтън Джон или от Кет Стивънс, а Броколи подкрепя кандидатурата на една малко известна шотландска певица „Лулу“ (с истинско име – Мери Макдоналд Маклафлин Лоури). Накрая е избрана Лулу, а музиката на песента отново е написана от Джон Бари. По-късно Бари коментира тази песен доста критично, считайки я за „слаба“.

## Интересни факти
- Островът, където е „резиденцията“ на Скараманга – е реалният тайландски остров Ко Тапу, който ежегодно се посещава от много туристи. Неофициално това парче земя е известно като „Островът на Джеймс Бонд“, макар че би било по-коректно да се нарича „остров на Франциско Скараманга“.
- Монологът на Скараманга за убития слон практически изцяло е заимстван от оригиналната книга.
- Каскадьорската сцена със скок през реката и „завъртане“ на автомобила е проектирана на компютър и се снима от първия дубъл. Самата кола е модифицирана, така че да не блокира в преобърнато състояние.
- Във филма има още по-атрактивна сцена с излитане на кола, на която са прикрепени крила, при това изглеждащо доста автентично за разлика от много други бутафорни сцени, но медиите пишат по-малко за нея, отколкото за сцената със завъртането на кола над река.
- Идеята за „сгъване“ на златния пистолет е заимствана от авторите на филма от Музея на шпионажа. Реквизиторите са изработили три модела: единият цялостен, другия – сгъваем, а третия да може да „стреля“ с капсули.
- Във филмът се снима най-малкият актьор в цялата история на „бондиана“. Актьорът Ерве Вилшез (като Ник Нак) е висок 119 сантиметра.
- Във филма на режисьора Джей Роуч „Остин Пауърс: Шпионинът любовник“ има герой – пародия на Ник Нак. Това е известният „клонинг на д-р Зло“ – „Мини Ми“ (актьорът Верн Троер, който е с височина 81 сантиметра).
- Отличителна черта на Скараманга е наличието по тялото му на трето зърно. Според легендата това е свидетелство за безпрецедентна „мъжка“ сила и особена привлекателност за жените.